# Blondie (bande dessinée)
Pour les articles homonymes, voir Blondie.

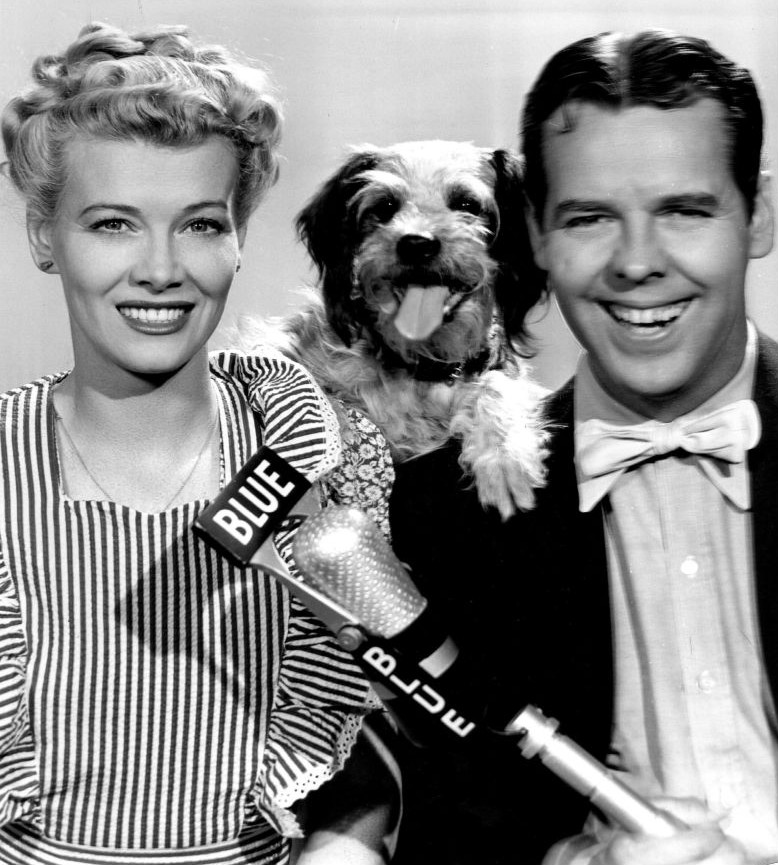
Penny Singleton (à gauche) et Arthur Lake.

Blondie est un comic strip américain créé par Chic Young en 1930 et distribué par le King Features Syndicate. Il est connu sous le nom de Blondinette au Québec.
Le cinéma américain s'en est inspiré pour une série de 28 films dans lesquels le rôle de Blondie était joué par l'actrice Penny Singleton et le rôle de Dagwood Bumstead par Arthur Lake.
Extrêmement populaire dans l'après-guerre, Blondie est en 2018 écrite par Dean Young (en), fils de Chic, et dessinée par John Marshall (en).

## Synopsis

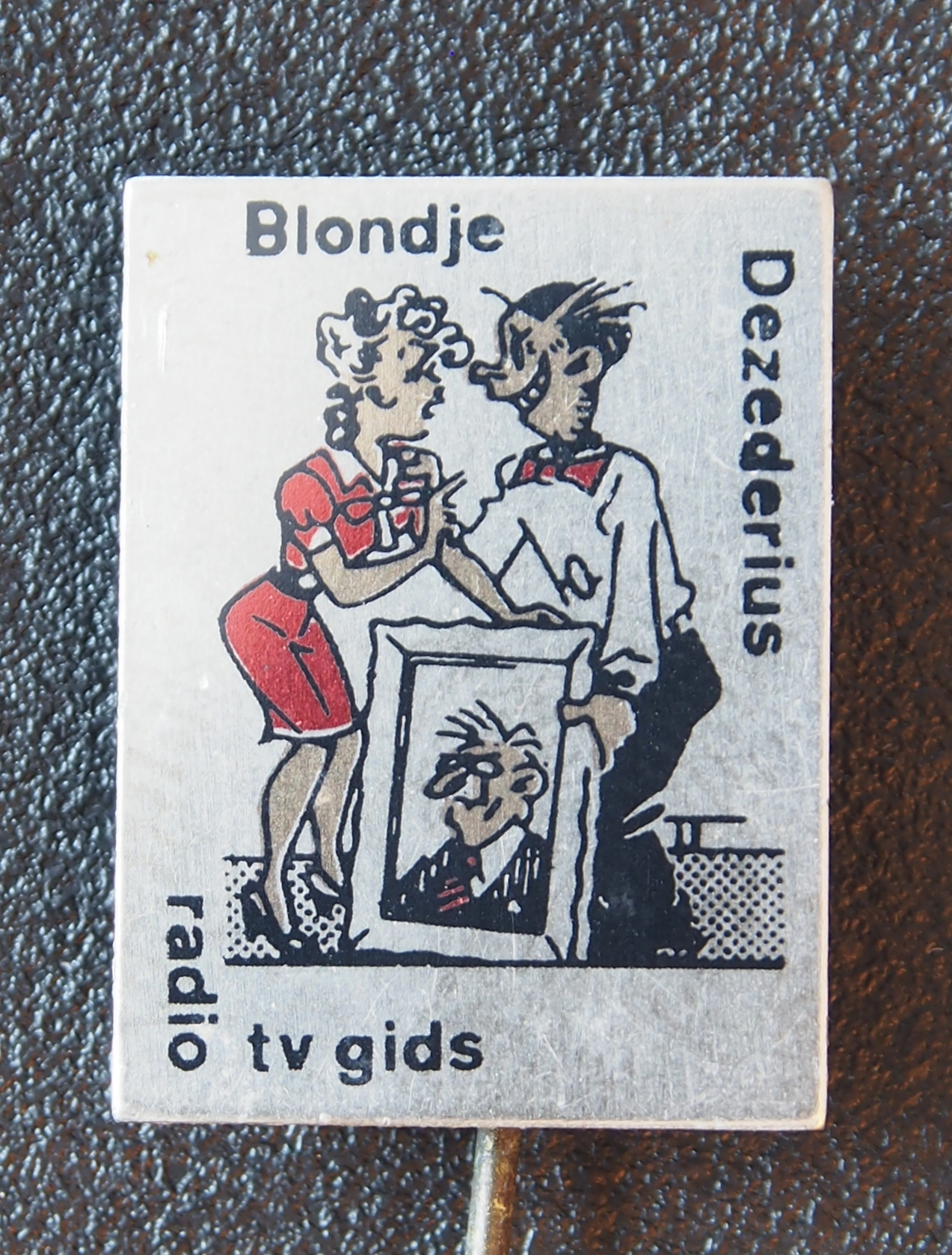
Pannonceau publicitaire avec les personnages de Bumstead et Blondie.

Le quotidien de Dagwood (Dagobert dans la version française) Bumstead, employé de bureau un peu naïf, qui a sacrifié un héritage pour vivre avec sa femme, Blondie.